# Oersberg
Oersberg (dänisch Ørsbjerg) ist eine Gemeinde in der Nähe von Kappeln im Kreis Schleswig-Flensburg in Schleswig-Holstein.

## Geographie

### Geographische Lage

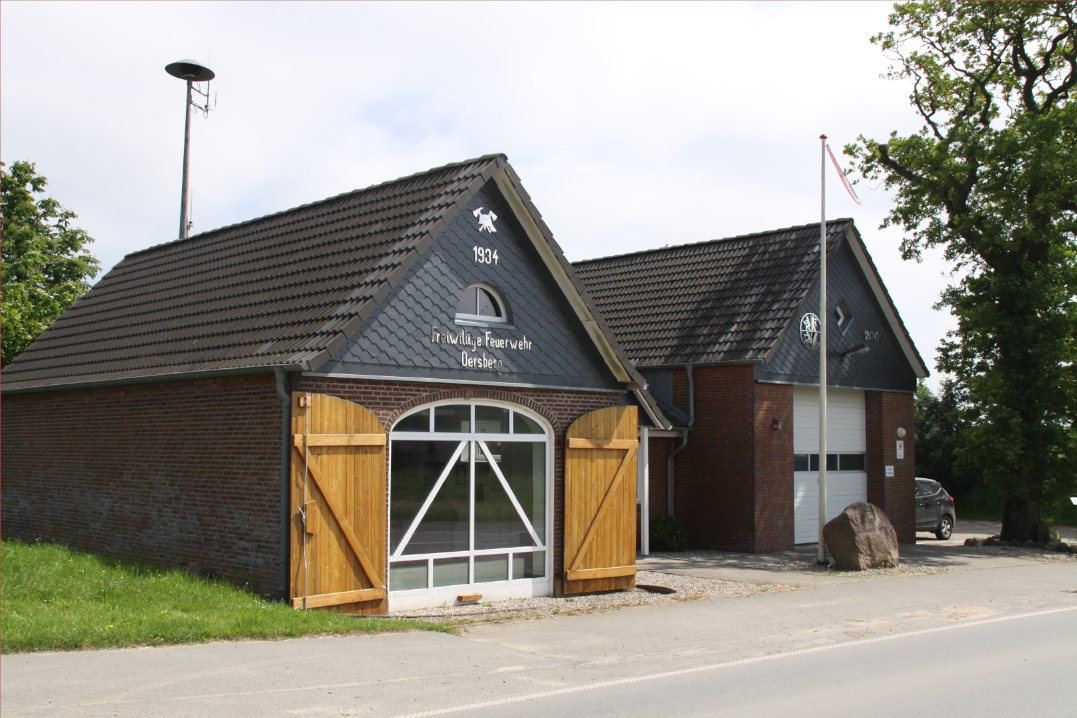
Feuerwehrhaus Oersberg

Das Gebiet der Gemeinde Oersberg liegt im Osten des Naturraums Angeln, einer Halbinsel am Rande der Ostsee. Diese erstreckt sich von der Flensburger Förde im Norden bis zur Schlei im Süden und bildet eines der schleswig-holsteinischen Hügelländer. Im Verzeichnis der naturräumlichen Gliederung ist sie als Haupteinheit Nr. 700 registriert.

### Ortsteile
Neben dem namenstiftenden Dorf sind Arrild, teilweise Kragelund, Marienfeld, Neu Oersberg, Reuterberg (dänisch Rytterbjerg), Schnurrum (dänisch Snurom), Schrün (Skryn), Schweltholm (dänisch Sveltholm), Toestorf (dänisch Tøstrupgaard oder auch Tøstrup gods) und Töstrup (dänisch Tøstrup) weitere Wohnplätze im Gemeindegebiet.

### Nachbargemeinden
Unmittelbar angrenzende Gemeindegebiete zu Oersberg sind:
|             | Esgrus                                      | Stoltebüll |
| Scheggerott | Kompassrose, die auf Nachbargemeinden zeigt | Kappeln    |
|             | Rabenkirchen-Faulück                        |            |

## Geschichte

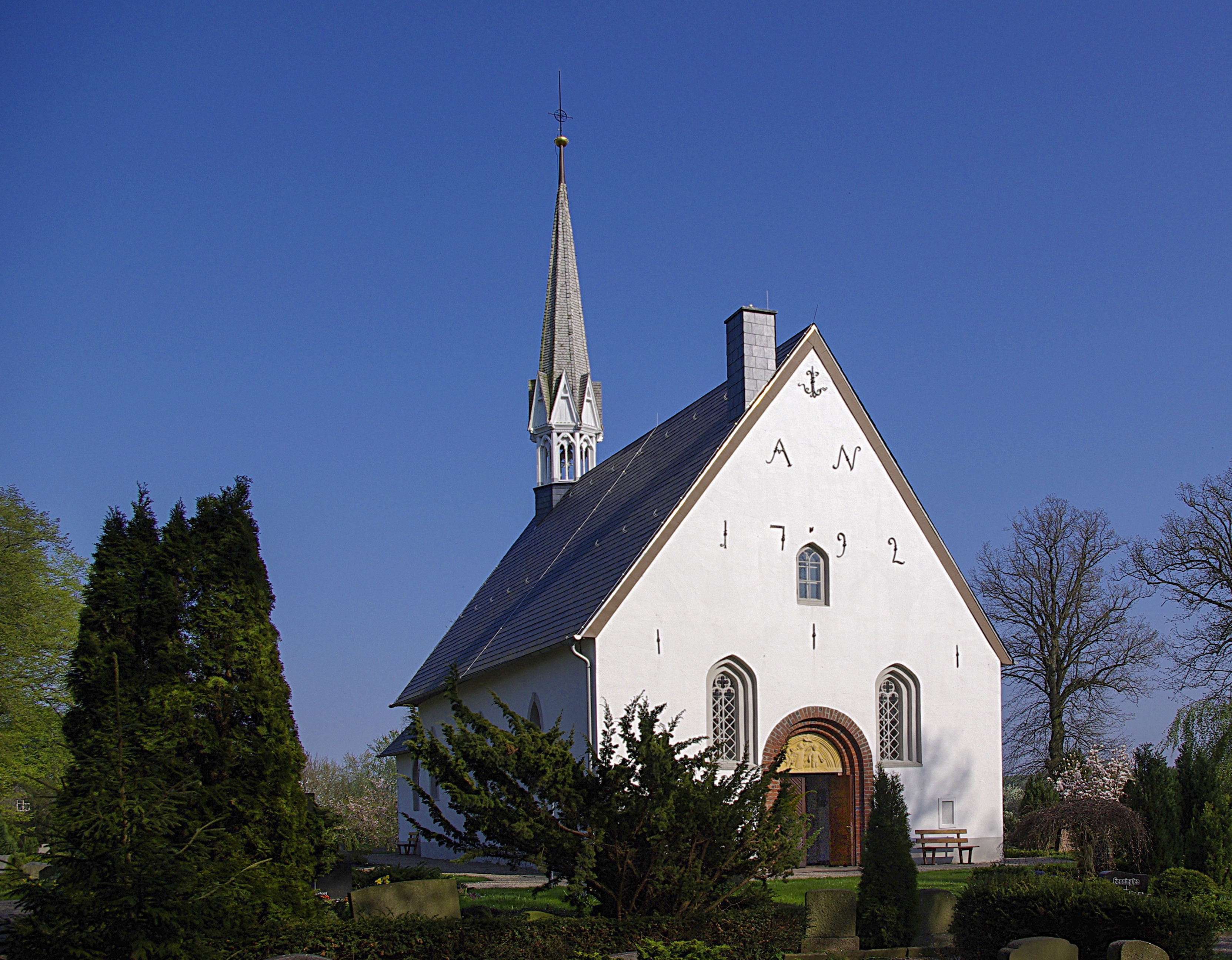
Die Kirche in Toestrup

Der Ort Oersberg (dän. Ørsbjerg) wurde 1460 erstmals erwähnt. Der Ortsname setzt sich aus dem nordischen Rufnamen Øther oder Ør und dem Naturnamen für Berg (dän. bjerg, mndt. berch, nndt. barch) zusammen. Der Rufname Øther entspricht dem althochdeutschen Authari, was eine Zusammensetzung von germ. auða für Reichtum und -hari für Heerführer ist. Der Ortsname Töstrup (Tøstrup) wurde erstmals 1231 in König Waldemars Erdbuch als Thøsthorp erwähnt. Er setzt sich aus thorp für Dorf und dem Rufnamen Tosti oder Tøsti zusammen. Letzterer ist eine Kurzform für Thorsten, der eine Zusammensetzung des Götternamen Thor mit dem altnordischen Steinn darstellt. Das heutige Toestorf wiederum wurde 1652 als Tösterup Meyerhof erstmals erwähnt. Der Meierhof geht auf das niedergelegte Dorf Töstrup zurück und wurde 1806 zum Gut erhoben. Sein Name wurde im Deutschen durch die Übernahme des deutschen -dorf bzw. -torf vom älteren Töstrup differenziert. Im Dänischen findet sich der Name Tøstrupgaard. Arrild wurde erstmals 1460 erwähnt und geht auf altnordisch ari (≈Adler) zurück (vgl. Arnis). Der Ortsname Schweltholm (Sveltholm) ist erstmals 1804 schriftlich dokumentiert und geht auf das dänische svælte, svelte (eigentlich≈Hunger leiden) zurück, womit der geringe Bodenertrag vor Ort bezeichnet wurde
Die St.-Johannes-Kirche, eine Feldsteinkirche mit Holzglockenständer (Glockenstapel), wurde im Jahre 1198 erbaut. Die Westwand der Kirche wurde 1792 erneuert, dabei wurde ein neues Westportal eingebaut. Töstrup war bis zum Deutsch-Dänischen Krieg Mittelpunkt des Töstruper Kirchspiels (Tøstrup Sogn), zu dem die heutigen Gemeinden Oersberg und Stoltebüll gehörten.
Im Jahre 1848 wurde die Landwirtschaftsschule gegründet. Sie ist damit die älteste im Bundesland Schleswig-Holstein.

### Eingemeindungen
Am 1. Januar 1971 wurde die Gemeinde Toesdorf eingegliedert.

### Gut Toestorf
Gut Toestorf entstand 1670, als Gut Roest bei Kappeln aufgeteilt wurde. Das barocke Herrenhaus wurde 1765 erbaut, die Wirtschaftsgebäude sind jedoch nicht erhalten.

## Politik

### Gemeindevertretung
Bei der Kommunalwahl am 14. Mai 2023 wurden insgesamt neun Sitze vergeben. Diese fielen erneut alle an die Freie Wählergemeinschaft Oersberg. Die Wahlbeteiligung betrug 50,8 %.

### Wappen
Blasonierung: „Erhöht geteilt von Gold und Grün durch einen abgeflachten grünen Dreiberg. Oben drei grüne Laubblätter, unten ein aufgeschlagenes goldenes Buch überdeckt mit einer goldenen Ähre.“
Historische Begründung: Die Gemeinde Oersberg liegt in der Landschaft Angeln im nördlichen Naturraum Schleswig-Holsteinisches Hügelland. Der das Wappen teilende grüne Dreiberg soll auf die bewegte Topographie des Landschaftsraumes hinweisen. Das aufgeschlagene goldene Buch mit Ähre im Schildfuß erinnert an die ehemalige Landwirtschaftsschule (1839/45–1850) in Oersberg, die nach Flottbek und Rendsburg die älteste des Landes war. Die drei Laubblätter symbolisieren die Ortsteile Arrild, Oersberg und Toestrup. Der goldene (gelbe) Hintergrund weist auf die Bedeutung der Landwirtschaft mit blühenden Rapsfeldern hin.

## Wirtschaft
Der Ort ist überwiegend landwirtschaftlich geprägt. Die Landesstraße 21 von Flensburg nach Kappeln verläuft durch Oersberg.

## Persönlichkeiten
Im Jahre 1943 wurde der Journalist und Medienmanager Henning Röhl in Töstrup geboren und 1965 die Landtagsabgeordnete (SPD) Birte Pauls in Oersberg.